# عادل ضاهر
عادل ضاهر
هو مفكر عربي من لبنان. من مواليد النبطي، جبل عامل له عدة مؤلفات فلسفية في اللغتين العربية والإنجليزي. تلقى علومه الجامعية في الجامعة الأميركية في بيروت وجامعة فرانكفورت وجامعة نيويورك. وحصل على شهادة الدكتوراة من جامعة نيويورك عام 1967 عن أطروحة بعنوان (God, Factuality and Necessity). درّس الفلسفة بعدها في جامعة نيويورك ومنهاتن كولدج وجامعة مدينة نيويورك (فرع بروكلين) والجامعة الأردنية وجامعة بيس (Pace University) في نيويورك. شارك الأستاذ الدكتور عادل ضاهر في تأسيس مجلة «مواقف» وكان عضوا في هيئتها الاستشارية لعدة سنوات. كما شغل رئاسة تحرير «المجلة الفلسفية العربية» منذ ابتداء صدورها في 1987 وحتى 1992.

## من أهم مؤلفاته
1. المجتمع والإنسان - دراسة في فلسفة أنطون سعادة الاجتماعية،(منشورات مواقف 1980، الفرات 2006).
2. الأخلاق والعقل - نقد الفلسفة الغربية، (دار الشروق 1990).
3. الفلسفة والسياسة (دار الساقي 1991).
4. الأسس الفلسفية للعلمانية (دار الساقي 1993، 1998، 2015).
5. الشعر والوجود: أدونيس أو الإثم الهيراقليطي (دار المدى 2000، التكوين 2011).
6. أولية العقل: نقد أطروحات الإسلام السياسي، (أمواج 2001).
7. الفلسفة والمسألة الدينية، (دار نلسن 2008).
8. اللامعقول في الحركات الإسلامية المعاصرة، (بدايات 2008).
9. نقد الفكر السياسي في الغرب، (بيسان 2018)